# Mirisna ceremonija
Mirisna ceremonija ili kodo (香道, „put mirisa“) japanska je umetnost razumevanja mirisa i izražavanja zahvalnosti prema njemu. Podrazumeva korišćenje mirisa unutar tačno utvrđenog kodeksa ponašanja. Kodo obuhvata sve delove mirisnog procesa, od pribora (香道具 kodogu) - koji se kao i pribor mirisne ceremonije ceni kao visoka umetnost - do aktivnosti kao što su igre poređenja mirisa kumiko (組香) i genđiko (源氏香). Kodo spada u jednu od tri klasične japanske umetnosti finoće i jednostavnosti (kado ili ikebana za aranžiranje cveća, kodo za miris i ćado za čaj i čajnu ceremoniju), ali je relativno nepoznata današnjim ljudima iz Japana.

## Poreklo
Prema legendi, prvi put stiže u Japan balvan mirisnog drveta koji se nasukao na obalu ostrva Avađi u trećoj godini vladavine carice Suiko (595. godina nove ere). Ljudi koji su našli mirisno drvo su primetili da je ono čudesno mirisalo kada bi ga stavili blizu vatre. Zatim su predali drvo lokalnim zvaničnicima.
Istorijski se ipak zna da je upravo to drvo stiglo u Japan zajedno sa zalihama korišćenim za građenje budističkog manastira 538. godine nove ere. Prvobitno, mirisno drvo se koristilo u religiozne svrhe (budizam), a onda se palilo i u znak zahvalnosti i postaje jedna od najpopularnijih tradicionalnih japanskih umetnosti.
Kodo vodi poreklo iz neformalnih mirisnih igara koje je igrala japanska aristokratija. Za vreme perioda Muromaći nastaju osnove za dalji razvoj mirisne ceremonije.

## Vrste mirisa
| Naziv               | Ideogram | Zemlja porekla   | Miris      |
| ------------------- | -------- | ---------------- | ---------- |
| Kjara               | 伽羅     | Vijetnam         | Gorak      |
| Rakoku              | 羅国     | Tajland          | Sladak     |
| Manaka              | 真那伽   | Malaka, Malezija | Bez mirisa |
| Manaban*            | 真南蛮   | [Nepoznato]      | Slan       |
| Sasora              | 佐曾羅   | Indija           | Ljut       |
| Sumotara/ Sumontara | 寸聞多羅 | Indonezija       | Kiseo      |

- Manaban vodi poreklo od reči Nanban, što znači „Južni Varvarin“. Nepoznatog je porekla, a u Japan su ga doneli portugalski trgovci.

## Kumiko
Učesnici sede jedni do drugih i naizmenično mirišu tamjan iz kadionice. Komentarišu detalje koje primećuju u vezi sa mirisom i igraju igre kako bi pogodili koji je tamjan u pitanju. Jedna takva igra je genđiko, u kojoj učesnici treba da pogode koja od pet pripremljenih kadionica sadrži drugačiji tamjan, a kojima se nalazi isti miris. Odgovori igrača se beleže koristeći šablon genđi-mon, čiji elementi posredno upućuju na poglavlja Priče o Genđiju.

## Termindou pogledu umetnosti
Reč do (道) znači „put“ i bukvalno (drum, ulica) i metaforično(tok životnog iskustva). Sufiks -道 ukazuje na to da je neka filozofija i ispravna moralna disciplina sadržana u radnji koju reč sa ovim sufiksom predstavlja, što takvu radnju ubraja u umetnost.
Jedan od uobičajenih prevoda je i „ceremonija“, pa se kodo može prevesti kao put mirisa ili mirisna ceremonija, dok se na primer sado ili ćado može prevesti kao put čaja ili kao čajna ceremonija.
Borilačke veštine u Japanu takođe predstavljaju i umetnost, pa tako reči aikido, budo, kao i kendo, sadrže ovaj sufiks.

## Snabdevanje i cena
Tamjan, koji se koristi pri mirisnoj ceremoniji, lako se može naći kod svakog malo ozbiljnijeg dobavljača tamjana. Međutim, tamjan je veoma skup. Na primer, jeftinija varijanta Kjara tamjana košta oko 20,000 jena po gramu, a najkvalitetnija i preko 40,000 jena po gramu (u nekim momentima cena tamjana je bila veća čak i od cene zlata). Iako ga je moguće upaliti i koristiti samo jednom, tamjan može stajati neiskorišćen i stotinama godina. Pojedine vrste tamjana se mogu koristi i više puta, kao Ranđatai za koji se smatra da sadrži količinu smole koja se može koristiti godinama. U slučaju da neki tamjan ima istorijski značaj, neku pozadinu ili zanimljivu priču koja ga prati, cena tog tamjana može biti i nekoliko puta veća od standardne cene tamjana.
Jedna od najstarijih kompanija, koje proizvode tamjan je Baieido kompanija nastala 1657. godine (koreni kompanije sežu čak u period Muromaći). Od ostalih, tradicionalnih kompanija za proizvodnju tamjana koje i danas rade, između ostalih su najpoznatije su Kjukjodo (Kjoto, 1663. godina) i Šojeido (Kjoto, 1705.godina).

## Literatura
- Pybus, David (2001). Kodo: The Way of Incense. Tuttle.  0-8048-3286-2.
- Morita, Kiyoko (2007). The Book of Incense: Enjoying the Traditional Art of Japanese Scents. Kodansha International.  4-7700-3050-9.

## Spoljašnje veze
- - engleski članak na temu kodo
- - engleski članak o mirisnoj ceremoniji
- - japanski sajt za onlajn kupovinu tamjana i posebnih mirisa